# Симон, Мишель
Франсуа Мишель Симон (фр. François Michel Simon; 9 апреля 1895, Женева, Швейцария — 30 мая 1975, Бри-сюр-Марн, Франция) — швейцарский и французский актёр театра и кино, работавший и живший преимущественно во Франции. Мастер гротеска. Снимался в наиболее значительных фильмах французского кинематографа 1930-х — 1940-x годов, работая с такими режиссёрами, как Жан Ренуар, Марсель Карне, Жан Виго, Рене Клер.

## Биография
Родился в Женеве в семье мясника. Прежде, чем стать актёром, переменил множество профессий, служил в армии, был разнорабочим, боксёром. С 1912 года — в театре. Впервые появился на экране в 1924 году. В 1929 переехал в Париж, где выступал на сцене в комедии Марселя Ашара «Жан с Луны». В начале 1930-х годов познакомился с  Жаном Ренуаром, который пригласил его сняться в двух своих фильмах «Сука» (1931) и «Будю, спасённый из вод» (1932).
Всего Мишель Симон снялся более чем в ста фильмах. 
Симон умер в возрасте 80 лет от легочной эмболии и, по его завещанию, похоронен на кладбище коммуны Гран-Ланси (фр.) около Женевы, рядом с его родителями.
Сын — Франсуа Симон (фр.), актёр. Внучка — Майя Симон (фр.), режиссёр.

## Награды и премии
- 1967 — Приз Берлинского кинофестиваля Серебряный медведь за лучшую мужскую роль в фильме «Старик и ребёнок»

## Фильмография

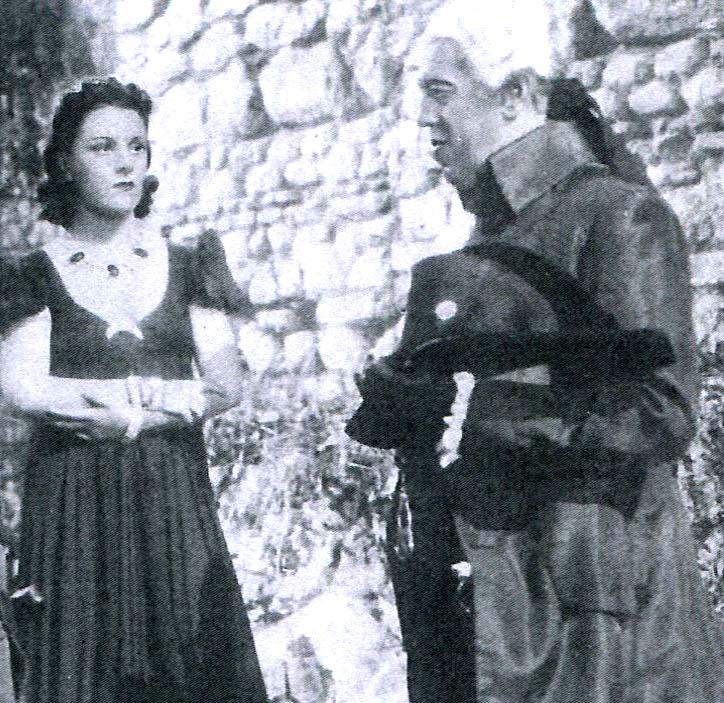
Империо Архентина и Мишель Симон в фильме «Тоска».

- 1928 — Лодырь / Tire-au-flanc, режиссёр Жан Ренуар
- 1928 — Страсти Жанны д’Арк / La Passion de Jeanne d’Arc, режиссёр Карл Теодор Дрейер — Жан Леметр
- 1931 — Ребёнку дают слабительное / On Purge Bebe, режиссёр Жан Ренуар
- 1931 — Сука / La Chienne, режиссёр Жан Ренуар
- 1932 — Будю, спасённый из воды / Boudu Sauvé des Eaux, режиссёр Жан Ренуар (актёр и продюсер)
- 1934 — Аталанта / L`Atalante, режиссёр Жан Виго
- 1937 — Странная драма / Drole de Drame, режиссёр Марсель Карне
- 1938 — Набережная туманов / Quai des Brumes, режиссёр Марсель Карне
- 1938 — Исчезнувшие из Сент-Ажиля / Les Disparus de Saint-Agil, режиссёр Кристиан-Жак
- 1939 — Конец дня / La fin du jour, режиссёр Жюльен Дювивье
- 1939 — Последний поворот / Le Dernier Tournant, режиссёр Пьер Шеналь
- 1939 — Гоп-стоп / Fric-Frac, режиссёр Морис Леман
- 1940 — Небесные музыканты / Les Musiciens du ciel режиссёр Жорж Лакомб
- 1941 — Тоска / Tosca, режиссёр Карл Кох
- 1941 — Король забавляется / Il Re si diverte, режиссёр Марио Боннар
- 1943 — Вотрен / Vautrin, режиссёр Пьер Бийон
- 1946 — Паника / Panique, режиссёр Жюльен Дювивье
- 1950 — Красота дьявола / La Beauté du diable, режиссёр Рене Клер
- 1951 — Отрава / La poison, режиссёр Саша Гитри
- 1952 — Господин Такси / Monsieur Taxi, режиссёр Андре Юнебель
- 1952 — Венецианский купец / Le Marchand de Venise
- 1953 — Жизнь порядочного человека / La Vie d'un honnête homme, режиссёр Саша Гитри
- 1954 — Странное желание господина Барда / L`Étrange désir de Monsieur Bard
- 1954 — Венгерская рапсодия / Ungarische Rhapsodie, режиссёры Петер Бернье, André Haguet
- 1955 — Невыносимый господин Болтун /  L’Impossible Monsieur Pipelet, режиссёр Андре Юнебель
- 1956 — Воспоминания полицейского / Mémoires d’un flic, режиссёры Пьер Фуко, Андре Юнебель
- 1956 — Весёлая тюрьма / La joyeuse prison, режиссёр Андре Бартоломье
- 1957 — Трое — это пара / Les Trois font la paire, режиссёры Саша Гитри, Клемент Дюхор
- 1958 — Особенный месье Жо / Un certain Monsieur Jo, режиссёр Рене Жоливе
- 1959 — Это случилось при свете дня / Es geschah am hellichten Tag, режиссёр Ладислао Вайда
- 1959 — Голые и сатана / Die Nackte und der Satan, режиссёр Виктор Тривас
- 1960 — Нежный Пьеро / Pierrot la tendresse
- 1960 — Мой друг Ласло / Mon ami Lazlo, режиссёр François Raymond
- 1960 — Битва при Аустерлице / Austerlitz, режиссёр Абель Ганс
- 1960 — Простодушный (Кандид, или Оптимизм XX века) / Candide ou l’optimisme au XXe siècle
- 1962 — Лодка Эмиля / Le Bateau d'Émile, режиссёр Дени де Ла Пательер
- 1962 — Дьявол и десять заповедей / Le Diable et les Dix Commandements, режиссёр Жюльен Дювивье
- 1962 — Почему Париж ? / Pourquoi Paris?, режиссёр Дени де Ла Пательер
- 1963 — Шокирующий мир / Il mondo di notte numero 3, режиссёр Джанни Пройа
- 1964 — Сирано и Д`Артаньян / Cyrano et d’Artagnan, режиссёр Абель Ганс
- 1964 — Голос / Steinlein, режиссёр Ален Сори
- 1964 — Поезд / The Train, режиссёр Джон Франкенхаймер
- 1965 — Ecce Homo / Ecce Homo (голос)
- 1966 — Два часа на убийство / Deux heures à tuer, режиссёр Иван Говар
- 1967 — Ох, уж этот дед! / Ce sacré grand-père, режиссёр Жак Путрено
- 1967 — Старик и ребёнок / Le Vieil Homme et l’enfant, режиссёр Клод Берри
- 1970 — Всеобщий протест / Contestazione generale, режиссёр Луиджи Дзампа
- 1970 — Дом / La Maison, режиссёр Мануэль Пурье
- 1971 — Бланш / Blanche, режиссёр Валериан Боровчик
- 1972 — Самый прекрасный вечер моей жизни / Più bella serata della mia vita, режиссёр Этторе Скола
- 1975 — Мясник, звезда и сирота / Le Boucher, la star et l’orpheline, режиссёр Жером Савари
- 1975 — Красный ибис / L`Ibis rouge, режиссёр Жан-Пьер Моки